# Camprodón
Camprodón (oficialmente y en catalán Camprodon) es un municipio de la comarca del Ripollés en la provincia de Gerona, de la comunidad autónoma de Cataluña en España. Situado a 120 km de Barcelona y 75 km de Gerona, en el valle de su mismo nombre, en la confluencia de los ríos Ter y Ritort, Camprodón es uno de los municipios más extensos de la comarca, gracias a la anexión de Freixanet, Rocabruna y Beget. Cuenta con una población de 2527 habitantes (INE 2024).

## Símbolos
El escudo de Camprodón se define por el siguiente blasón:

De oro, 4 palos de gules. La campaña de argén, un roel de sinople. Por timbre una corona real abierta.

El escudo del municipio no está aprobado por la Generalidad de Cataluña.
Los condes del Casal de Barcelona con motivo del dominio de la Corona de Aragón eran llamados reyes, motivo por el cual el escudo va timbrado por la corona real abierta, según consta en documentos y monedas muy antiguas en los que se puede observar la corona.

## Historia
La villa tiene su origen en el monasterio de San Pedro (Sant Pere) y en el mercado concedido por Ramón Berenguer III en 1118. Dentro del monasterio la iglesia parroquial de Santa María fue sustituida por el actual edificio gótico en el siglo XIV. Camprodón alcanzó el rango de en villa real y cabeza de la veguería de Camprodón hacia el año 1252, y estuvo bajo la jurisdicción del abad, pero del 1286 hasta 1301, perteneció al vizconde de Castellnou. Luis XI de Francia saqueó e incendió Camprodón en 1470 durante la guerra contra Juan II de Aragón. También fue ocupada por Francia durante la guerra franco-española (1654-1658). Y nuevamente fue tomada por los franceses (el duque de Noailles) en 1689 en las guerras de Carlos II contra Luis XIV. El duque de Villahermosa del Río recuperó la población e hizo volar el castillo deteriorado. También durante la Guerra Grande, en 1794, el general francés Dagobert, la tomó y la incendió. Camprodón sufrió también mucho durante la primera y la tercera guerras carlistas en el siglo XIX. 

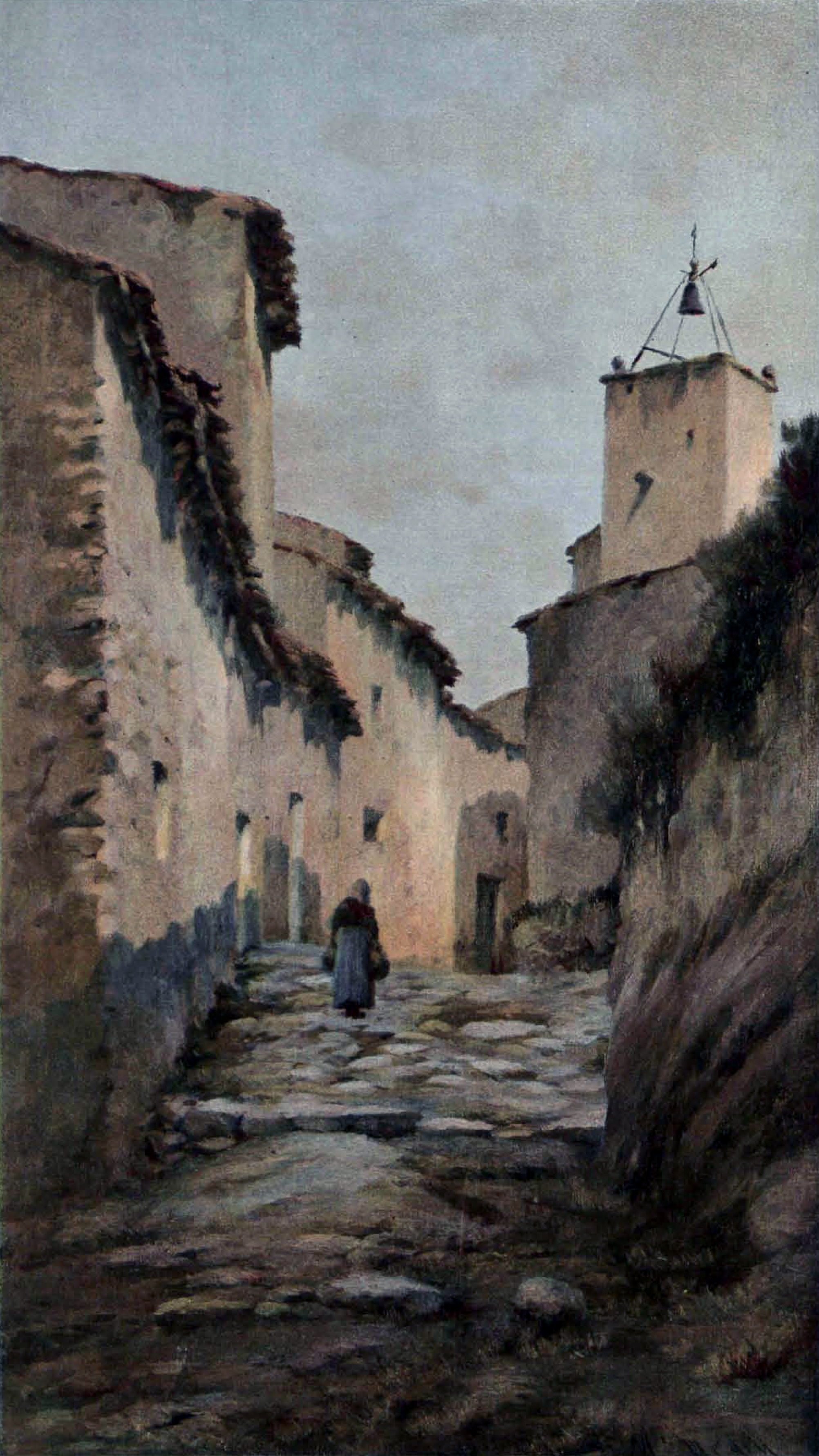
«Una calle en Camprodón» por Modesto Urgell (c. 1901)

Ya en el siglo XX, Camprodón inició una notable recuperación económica y social, que derivó en una mayor estabilidad, pese a recesos como la Guerra Civil, y también gracias, en parte, a la oleada de inmigración. La primera colonia veraniega de Camprodón se centró en el paseo de la Fuente Nueva, al final del cual hoy en día podemos encontrar un busto del Dr. Robert, alcalde de Barcelona y pionero de la colonia veraneante de la época. En 1916 se inauguró el Hotel Camprodón, que tuvo como clientes al poeta Joan Maragall y al presidente Macià. Más tarde, el paseo de Maristany se convirtió en el nuevo centro de veraneo, donde la burguesía catalana construyó grandes casas a lo largo del paseo (proyectadas por arquitectos como Duran i Reynals, Enric Sagnier y Coderch), contribuyendo asimismo a la creación, en momentos posteriores, del club de tenis y el club de golf (promovidos entre otros por Antonio García-Nieto padre e hijo y Narciso de Prat). Por un breve periodo de tiempo una de las mansiones que se construyeron (El Robredal) se convirtió en la sede del Gobierno de la II República y residencia de su presidente Juan Negrín.
En 1969 y 1965 respectivamente incorpora Baget y Freixanet. Baget, también conocido como San Cristóbal de Baget, incluía los pueblos de Bestracá, Rocabruna y Salarsá. Freixanet incluía Bolós, Caballera y Greixenturre. También se anexionó la urbanización Maristany, que pertenecía a Llanás pero formaba un continuo con Camprodón.
El 18 de abril de 1984 el municipio cambió su nombre oficial: pasó de Camprodón a Camprodon.

## Economía
La agricultura, la ganadería bovina y la industria textil y maderera eran las bases tradicionales de la economía del municipio. En fechas más recientes se instalaron en el municipio varias empresas dedicadas a la fabricación de embutidos de cerdo, galletas y mazapanes, como galletas Birba. No obstante, actualmente la fuente básica de riqueza del municipio es el turismo.

## Demografía
Camprodón cuenta con una población de 2527 habitantes (INE 2024).
| Gráfica de evolución demográfica de Camprodón entre 1842 y 2021 |
| |
| Población de derecho según los censos de población del INE Población de hecho según los censos de población del INEEntre el censo de 1970 y el anterior, crece el término del municipio porque incorpora a Baget y Freixanet |

| Entidades de población      | Habitantes |
| --------------------------- | ---------- |
| Beget                       | 27         |
| Bestracá                    | 0          |
| Bolós (Bolòs)               | 22         |
| Camprodón                   | 2058       |
| Caballera (Cavallera)       | 19         |
| Colonia Estebanell          | 81         |
| Greixenturre (Creixenturri) | 21         |
| Freixanet (Freixenet)       | 122        |
| El Riberal                  | 13         |
| Rocabruna                   | 70         |
| Salarsá                     | 13         |

| 1497 | 1515 | 1553 | 1717 | 1787 | 1857 | 1877 | 1887 | 1900 |
| ---- | ---- | ---- | ---- | ---- | ---- | ---- | ---- | ---- |
| 92   | 107  | 123  | 1713 | 2742 | 3232 | 2920 | 2944 | 3366 |

| 1910 | 1920 | 1930 | 1940 | 1950 | 1960 | 1970 | 1981 | 1990 |
| ---- | ---- | ---- | ---- | ---- | ---- | ---- | ---- | ---- |
| 3239 | 2994 | 2616 | 2461 | 2864 | 2673 | 2487 | 2376 | 2314 |

| 1992 | 1994 | 1996 | 1998 | 2000 | 2002 | 2004 | 2006 | — |
| ---- | ---- | ---- | ---- | ---- | ---- | ---- | ---- | - |
| 2232 | 2209 | 2308 | 2344 | 2319 | 2312 | 2390 | 2438 | — |

## Lugares de interés

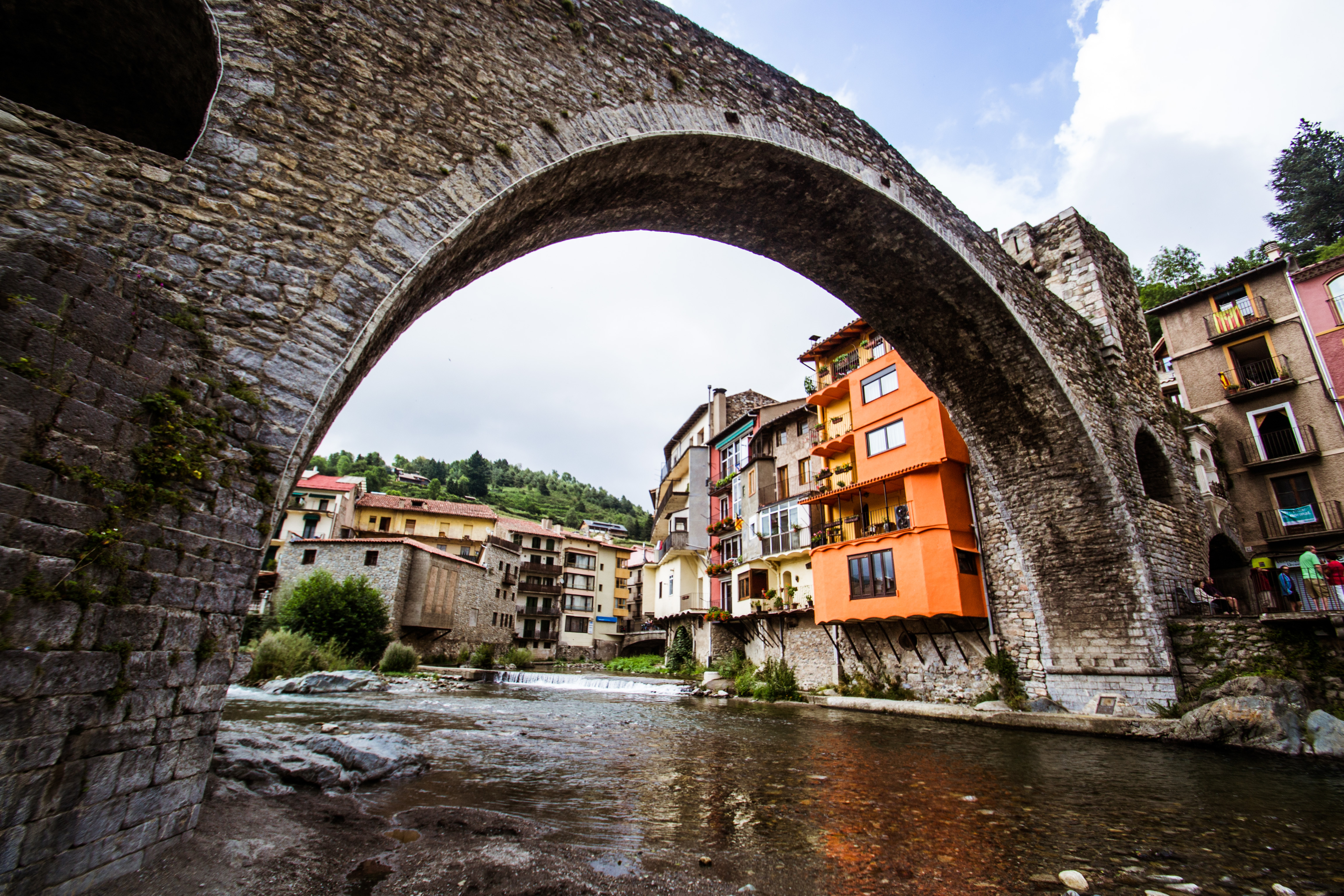
El puente Nuevo

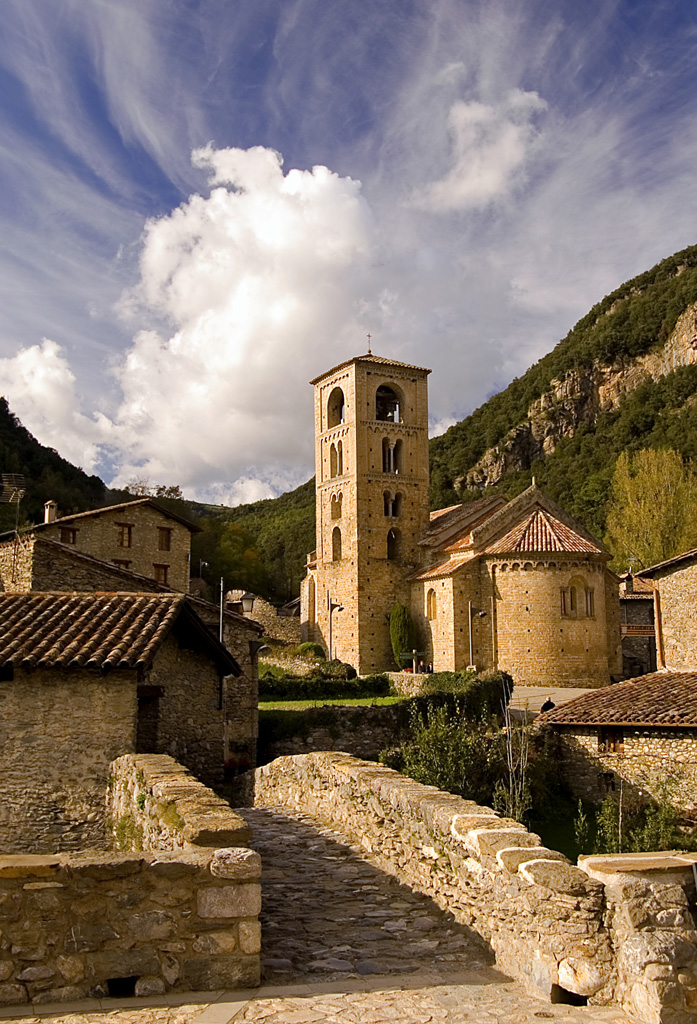
Iglesia de San Cristóbal, en Beget, una localidad del municipio de Camprodón.

- Convento del Carmen: actualmente una iglesia.
- Monasterio de San Pedro: construido a mediados del siglo X por Wifredo II de Besalú para la orden benedictina, sigue el estilo románico, tiene planta de cruz latina, con ábside central y cimborrio octogonal que aguanta la torre del campanario.
- Puente Nuevo: construido sobre el río Ter hacia el siglo XII, con modificaciones en los XVI y XVII, permitía el acceso a la villa y formaba parte de la vía que conducía hacia la Cerdaña.
- Iglesia de Santa María: la iglesia parroquial de Camprodón es una mezcla de estilos: edificada en románico, presenta modificaciones menores de estilo gótico en los arcos de la nave central y una capilla aneja en estilo barroco. Según la tradición, el templo conserva la arqueta de Sant Patllari con los restos del santo.
- Museo de Isaac Albéniz: el Ayuntamiento mantiene un museo dedicado a este compositor catalán, nacido en la villa en 1860. Anualmente se celebra un festival de música que lleva su nombre.
- Paseo de la Font Nova y paseo Maristany: ambos paseos son los ejes centrales de las zonas residenciales de los primeros veraneantes burgueses que llegaron a Camprodón a fines del siglo XIX e inicios del XX. El paseo Maristany fue una de las primeras urbanizaciones turísticas que se hicieron. Fue promovido por Francisco Carlos Maristany y Garriga, siendo el arquitecto Bernardino Martonell. Se acabó hacia 1927. Entre los veraneantes ilustres se cuentan el banquero García-Nieto (Banca Simeón y Banca Riva y García), el cementerio Fradera (Cementos Fradera, SA), Dionisio Conde (Almacenes El Siglo), el alcalde de Barcelona, Bartomeu Robert, y el presidente del gobierno de la Segunda República española, Juan Negrín.
- Las fuentes: Camprodón se hizo famosa entre sus veraneantes no solo por sus paisajes y temperatura veraniega agradable, sino también por sus muchas fuentes cercanas al núcleo urbano, como la Virgen de la Fuente, la Font Nova, la Font de Sant Patllari o la Font del Vern.
- Búnkeres de la Organización defensiva del Pirineo, conocida como Línea P.

## Gastronomía
La villa de Camprodón destaca por sus especialidades en embutidos de cerdo, como el bull, longaniza, jamón, etc. Igualmente, son conocidas sus galletas y mazapanes. Las galletas que fabrica la compañía Birba son las más conocidas fuera del municipio.

## Comunicaciones
La situación geográfica del municipio dificulta bastante el paso de vías de comunicación. La única carretera principal que lo atraviesa es la C-38, que sale del eje Olot-Ripoll C-26 y llega hasta la frontera hispano-francesa por el Coll de Ares. Camprodón es paso obligado para acceder a las poblaciones de Llanars, Vilallonga de Ter y Setcasas, a través de la GIV-5264 y Molló per la citada C-38.